# Estufa Fria

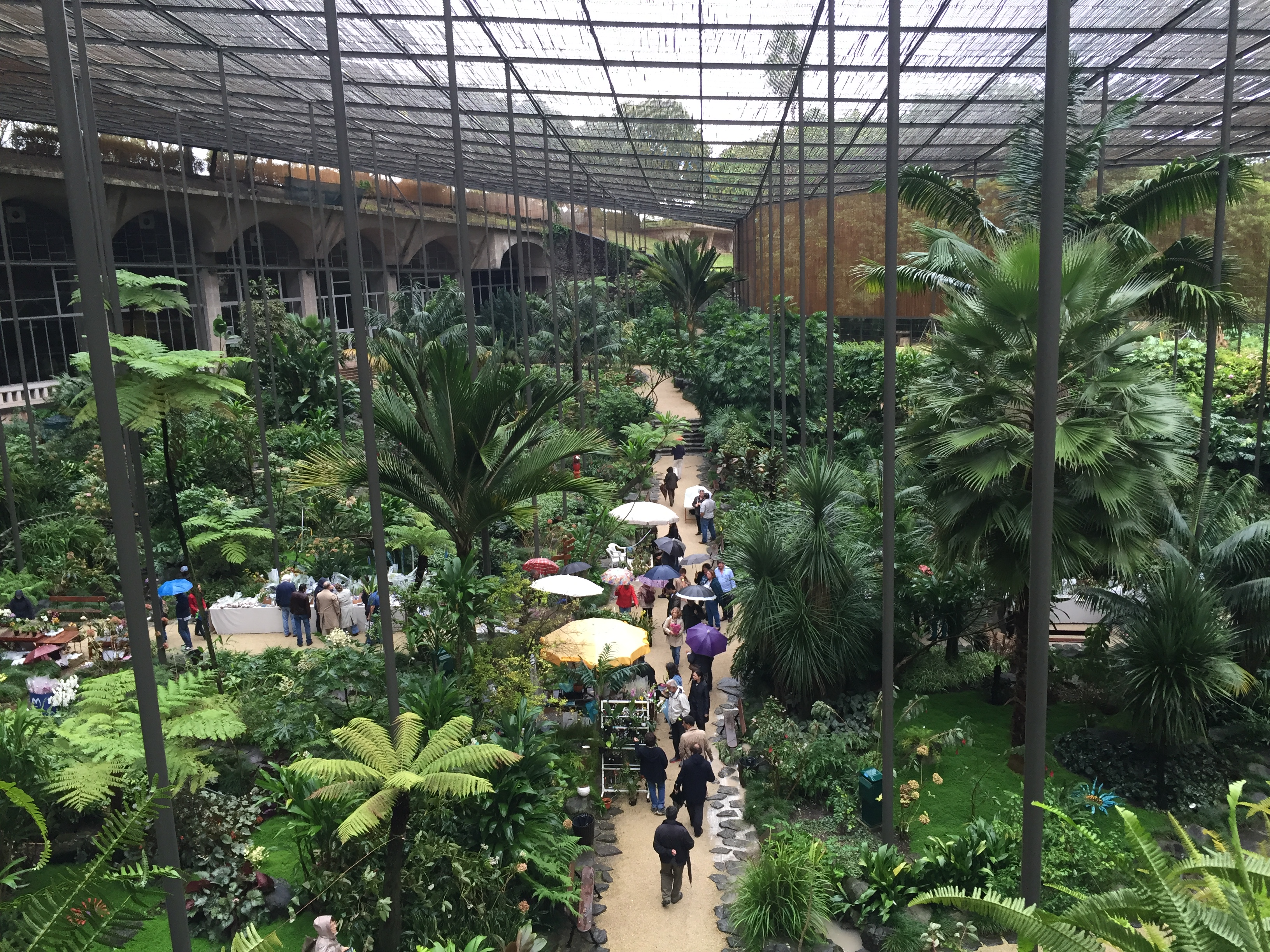
Estufa Fria, une serre avec trois jardins à Lisbonne

L'Estufa Fria (prononciation : [iʃˈtufɐ ˈfɾi.ɐ] ; en français Serre froide) est une serre, comprenant trois jardins distincts, située dans le parc Eduardo VII à Lisbonne.

## Description

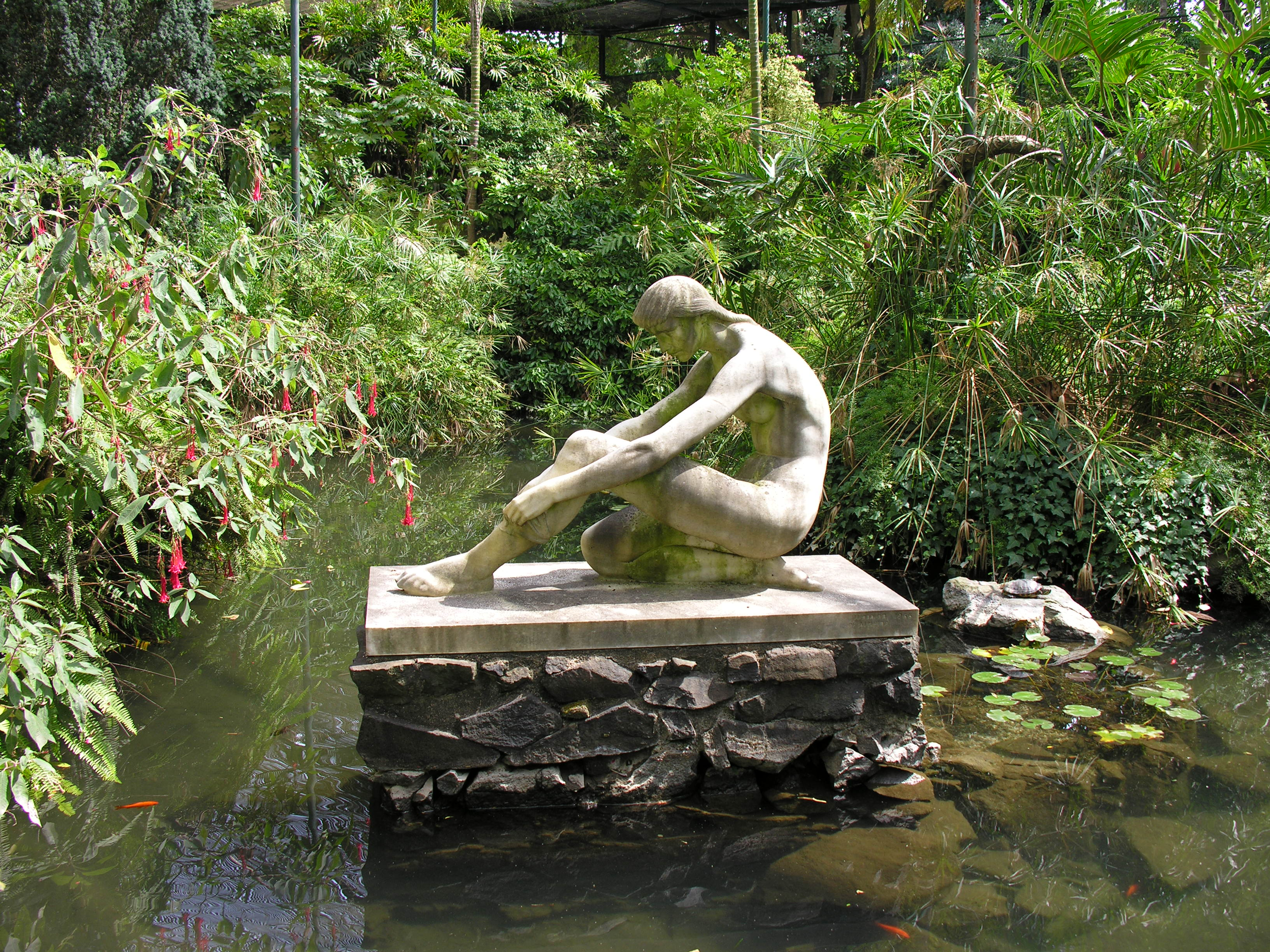
Statue dans l'Estufa Fria

D'une superficie de 1,5 hectare, l'Estufa Fria se compose de trois parties : la serre froide originale (Estufa Fria), qui lui a donné son nom, la serre chaude (Estufa Quente) et la serre douce (Estufa Doce). Le terme « serre froide » vient de l'absence de chauffage mécanique du bâtiment d'origine ; à la place, des lattes de bois régulent la lumière du soleil et protègent les plantes des températures excessivement chaudes ou froides. La serre froide est la plus grande des trois, mesurant environ 8 100 mètres carrés. Elle abrite des espèces d'azalées et de camélias du monde entier.
L'Estufa Quente occupe environ 3 000 mètres carrés et abrite des espèces tropicales telles que le caféier et le mangifera. L'Estufa Doce contient des cactus et d'autres plantes succulentes, comme l'aloès.
L'ensemble du complexe de serres comprend de petits bassins, des cascades, de fausses grottes et des sculptures.

## Histoire
L'Estufa Fria a ouvert ses portes en 1933. L'architecte portugais Raul Carapinha (pt) a conçu  le projet. Il a été construit près d'une ancienne mine de basalte qui avait été abandonnée après la découverte d'une source à proximité. La serre a été remodelée en même temps que le parc Eduardo VII en 1945 par l'architecte portugais Francisco Keil do Amaral. Le porche d'entrée existant de la serre, le lac près de l'entrée et un grand salon visiteur appelé « le navire » ou « le vaisseau » (en portugais : nave) ont été construits à cette époque.
En 1975, les sections Estufa Quente et Estufa Doce ont ouvert, élargissant la collection botanique pour inclure des plantes des régions tropicales et équatoriales.
Le 29 avril 2009, l'Estufa Fria d'origine a fermé en raison du risque d'effondrement de sa structure en acier. Les serres ont rouvert en avril 2011 après deux ans de travaux de rénovation.